# Macrothele proserpina
Macrothele proserpina là một loài nhện trong họ Hexathelidae. Loài này phân bố ở Vietnam.